# Pillars of Eternity
Pillars of Eternity (développé sous le nom Project Eternity) est un jeu vidéo de rôle de fantasy développé par Obsidian Entertainment pour les plateformes Windows, OS X et Linux, et sur la base du moteur de jeu Unity. Le jeu est un successeur spirituel des séries de jeux Baldur's Gate et Icewind Dale, saluées par la critique, de même que du jeu Planescape: Torment.
Le jeu est financé en partie via Kickstarter. La production du jeu inclut notamment Chris Avellone, Tim Cain, Adam Brennecke et Josh Sawyer. Project Eternity est notoire essentiellement pour sa campagne de financement participatif qui a levé 3 986 929 $, posant à ce moment-là le record pour un jeu vidéo sur Kickstarter. En additionnant les dons effectués via Paypal, le projet a levé 4 163 208 $. Le jeu est sorti le 26 mars 2015.
Il a pour suite Pillars of Eternity II: Deadfire.

## Trame

### Univers
L'histoire se déroule dans le monde d'Eora, dans une région située dans l'hémisphère sud, appelée les Contrées Orientales, une région qui a approximativement la taille de l'Espagne. Les Contrées orientales comportent plusieurs nations, dont le Palatinat Libre du Dyrwood – une ancienne colonie du puissant Empire d'Aedyr qui a gagné son indépendance au travers d'une révolution – les Républiques de Vailia – une confédération de cités-états souveraines – et la Régence Pénitentiaire de Readceras – un état quasi-théocratique dirigé par les prêtres du dieu Éothas.
Technologiquement et socialement, la plupart des civilisations en Eora correspondent grosso modo aux premières étapes de la Renaissance. Les armes à feu sont une invention relativement récente et sont assez lourdes à utiliser, et à cause de cela, elles ne sont pas très répandues. Elles se sont cependant montrées assez efficaces contre les lanceurs de sorts.
Une cause de grand conflit à travers tout Eora est la découverte scientifique récente que les âmes ne sont pas que de simples abstractions métaphysiques, mais des objets mesurables et quantifiables qui peuvent être transférés, entreposés, ou moulés. Les âmes sont la base de la magie, car le fait d'accéder à leur pouvoir est ce qui permet à certaines personnes de l'utiliser. Les âmes quittent les corps au moment de la mort, et s'échappent dans un processus très méconnu jusqu'à la réincarnation dans un corps de nouveau-né. Chaque âme, cependant, emporte avec elle des souvenirs de ses précédentes vies, et grâce à un certain processus, l'âme d'une personne peut être « éveillée », ce qui signifie qu'elles deviennent conscientes de leurs précédentes existences. Bien que l'étude des âmes, appelée l'animancie, soit encore un jeune spectre de recherche, les conséquences pour la société dans son ensemble sont déjà énormes, et mènent à des avancées rapides en technologie, et ont provoqué plusieurs dissensions et affrontements dans les différentes communautés religieuses, ce qui a bouleversé l'ère.

### Personnages
Le personnage-joueur peut être masculin ou féminin et provenir d'une des six races disponibles, et le jeu se réfère régulièrement à lui en tant que "Gardien". Au fil de l'aventure, le joueur peut recruter jusqu'à huit personnages secondaires en tant que compagnons. Les compagnons disponibles sont : Edér, un guerrier adorateur de l'un des dieux du jeu, Éothas, ; Aloth, un mage, enfant de parents qui servent la noblesse, ; Durance, un prêtre suivant de Magran, une déesse de la guerre et du feu,, ; Sagani, une rôdeuse dont la quête est de retrouver un ancien de son village, ; la Mère-en-Deuil, une étrange clairvoyante qui ne peut normalement pas être entièrement vue des autres gens, et qui a une connexion personnelle avec le problème des Sans-Âmes,, ; Pallegina, une paladine qui travaille pour les Républiques de Vailia, ; Kana Rua, un incantateur qui a été envoyé par son peuple pour retrouver un livre sacré, ; et Hiravias, un druide banni de sa tribu.

### Scénario
Le personnage-joueur est un étranger qui arrive dans le Dyrwood. La caravane qu'il a rejointe est touchée par une tempête mystérieuse qui tue tout le monde sauf lui,. Se réfugiant dans une grotte, le personnage-joueur est témoin d'une scène où des cultistes exécutent un rituel sur une machine qui peut ôter l'âme de leurs corps. Exposé à ces énergies, le personnage-joueur devient un Gardien, une personne capable de lire les âmes. Le personnage-joueur devient également éveillé, capable d'accéder aux souvenirs de ses vies antérieures,. Cela condamne le Gardien à avoir des visions éveillées et à ne plus pouvoir dormir. À terme, le Gardien deviendra fou à cause de cela, et son groupe se met en route afin de retrouver les cultistes et ôter la malédiction.
Le Dyrwood est affligé du mal des Sans-Âmes : les enfants naissent sans âmes, ce qui les rend aussi inanimés que des légumes. De nombreuses personnes blâment les animanciens, les scientifiques qui étudient et manipulent les âmes. En enquêtant sur la malédiction, le Gardien découvre que les âmes des Sans-Âmes ont en réalité été dérobées par un culte connu sous le nom de la Clef plombée, mené par un prêtre nommé Thaos, et que Thaos essaie de faire passer les animanciens pour les responsables du mal,,.Cette campagne s'achève sur une émeute durant laquelle les animanciens sont lynchés et leur collège est détruit.
Le Gardien et ses compagnons poursuivent Thaos jusqu'aux Ormes Jumeaux, où ils apprennent finalement la vérité qui se cache derrière les actes de Thaos. Les dieux sont des entités créées de toutes pièces par d'anciens animanciens pour servir de force civilisatrice au monde,. Thaos est le dernier survivant de leur ordre, et sa mission éternelle est de s'assurer que personne ne découvre jamais le secret des dieux. À cette fin, il œuvre pour jeter le discrédit et faire supprimer l'animancie là où elle apparaît. Il a dérobé l'âme des Sans-Âmes pour créer la déesse Woedica, qui déteste l'animancie et voudrait la voir détruite. Bien que les autres dieux aient intérêt à protéger leur secret, ils ne veulent pas que Woedica les domine, et aident pour cela le Gardien à affronter Thaos.
Le Gardien tue Thaos dans son repaire. La fin varie selon les choix du Gardien durant le jeu.

## Système de jeu
Pillars of Eternity est un jeu de rôle en groupe dont la particularité est d'être basé sur un système de jeu tactique en temps réel avec pause, sur une interface utilisateur en isométrie fixe pour l'univers du jeu avec un arrière-plan pré-rendu,, de la même façon que ses prédécesseurs spirituels Baldur's Gate, Icewind Dale et Planescape: Torment. Tandis que le personnage-joueur explore une carte de région, celle-ci est dévoilée. Il y a un effet de brouillard de guerre sur les zones que le joueur a déjà explorées et dont il est parti. Les classes du personnage et les mécanismes de jeu sont similaires à ceux de Donjons et Dragons, mais font partie d'un système propriétaire créé pour le jeu. Le jeu ne récompense pas le joueur avec de l'expérience lorsqu'il tue des adversaires, mais uniquement en terminant des quêtes et en découvrant de nouvelles régions.
Le jeu démarre avec l'écran de création du personnage où le joueur peut choisir des caractéristiques de son personnage-joueur, telles que son apparence physique, sa race et son credo. Le joueur peut choisir de jouer l'une des onze classes disponibles : guerrier, barbare, paladin, rôdeur, magicien, druide, moine, prêtre, bandit, incantateur et clairvoyant. Chacune de ces classes rend le système de jeu différent : par exemple, le clairvoyant peut contrôler l'âme d'un adversaire de manière à attaquer ses ennemis, et les druides peuvent se transformer en bête et lancer des sortilèges. La classe du protagoniste peut également influencer le nombre d'options disponibles lors des dialogues. Le joueur peut partir à l'aventure avec jusqu'à cinq autres personnages, sur un total de huit qui peuvent être recrutés durant ses voyages,. Ce sont des personnages étoffés avec des personnalités et des apparences uniques. De plus, le protagoniste peut louer des mercenaires en tant que membres de son groupe, que le joueur crée dans les tavernes locales, mais cela a un coût.
Le jeu a des quêtes secondaires optionnelles qui ne font pas avancer l'intrigue principale, mais qui étoffent les compagnons de voyage et multiplient les issues possibles. Selon un rédacteur de Digital Spy, la plupart ne sont pas des quêtes dites "FedEx" (aller chercher un objet pour le compte de quelqu'un). Durant le jeu, le protagoniste peut se constituer une réputation qui dépend de ses actes. Les personnages non-joueurs réagiront différemment vis-à-vis de lui selon cette réputation, et cela peut également avoir une influence sur l'issue de certains événements dans le jeu. Le jeu inclut également un mode d'exploration discrète, dans laquelle le groupe peut avancer furtivement, ce qui permet au joueur d'éviter d'être vu de ses ennemis. Durant l'exploration discrète, le groupe peut trouver des objets cachés et des pièges, que le joueur peut désamorcer et utiliser contre ses adversaires.
Les dégâts reçus des ennemis sur les personnages du joueur ont un impact sur un ensemble d'endurance et de santé (la santé maximum du personnage équivaut à 3 fois son endurance maximum). Alors que l'endurance régénère après le combat, la santé ne peut être récupérée qu'en se reposant. Le groupe peut choisir de monter un camp, ou de se reposer dans une auberge. Si l'endurance d'un personnage du groupe est entièrement dépensée, ce dernier est abattu jusqu'à la fin du combat. Si un compagnon a son endurance et sa santé réduites jusqu'à zéro, il meurt de manière permanente.
Le joueur peut choisir cinq compétences pour surmonter certaines situations : la furtivité, l'athlétisme, la connaissance, la mécanique et la survie. Lorsque le joueur combat davantage de créatures, de nouvelles informations sont ajoutées dans le bestiaire. Cela aide le joueur à découvrir des informations sur la manière d'attaquer ces créatures de façon plus efficace. Tôt dans le jeu, le protagoniste pourra prendre possession d'une forteresse, qui sert de forteresse au groupe et qui peut être améliorée.
La version francophone est incluse dans le jeu, mais elle souffre de nombreuses approximations de traduction. Un correctif permettant de remplacer les occurrences mal ou non traduites est développé par des fans et mis à disposition des joueurs qui souhaitent en profiter .

## Développement
Pillars of Eternity a été développé par Obsidian Entertainment et publié par Paradox Interactive. Le jeu utilise une version modifiée du moteur de jeu Unity, spécifiquement conçue pour Pillars of Eternity,. Le jeu a été dirigé par Josh Sawyer. Il y avait de nombreux pitchs en compétition pour l'intrigue de Pillars of Eternity au sein du studio, et celui mené par Eric Fenstermaker et George Ziets l'a finalement emporté ; après quoi, Fenstermaker, qui avait auparavant travaillé en tant que scénariste de Fallout: New Vegas, fut désigné scénariste principal du jeu,. Adam Brennecke, Chris Avellone et Tim Cain ont également été impliqués dans la production,. Le directeur audio de Pillars of Eternity est Justin Bell, qui a également composé la musique du jeu. Bell a déclaré avoir été inspiré par la musique de Baldur's Gate et d'Icewind Dale lorsqu'il composait la musique du jeu.
Le 10 septembre 2012, le site web d'Obsidian a lancé un aperçu à propos d'un tout nouveau jeu (dénommé "Project X"). C'était à l'origine un chiffre 4 entouré d'un Ouroboros. Le lendemain, un compte à rebours est apparu. Le 14 septembre 2012, la campagne Kickstarter commença, révélant davantage de détails sur le projet. Elle a atteint son objectif de 1,1 million de dollars en tout juste 24 heures, et le premier lot d'"objectifs étendus" a été annoncé. Pillars of Eternity a dépassé la barre de 1,6 million de dollars cinq jours après le début de la levée des fonds. Une version pour OS X, de même qu'une option exempte de DRM via GOG.com ont été annoncées simultanément. Une version pour Linux a été annoncée le 21 septembre 2012. La barre des 2 millions de dollars a été franchie le 26 septembre 2012. Le 8 octobre 2012, l'annonce comme quoi Wasteland 2 serait offert aux "backers" qui ont gagé 165 $ ou plus a été passée. Le dernier jour de la campagne, Pillars of Eternity a dépassé Double Fine Adventure en tant que jeu vidéo de Kickstarter le plus financé à cette époque.
Feargus Urquhart, le directeur général d'Obsidian, expliqua pourquoi ils ont choisi un modèle de financement participatif pour Pillars of Eternity au lieu d'un arrangement traditionnel entre développeur et éditeur : "Ce que Kickstarter fait est qu'il nous laisse faire un jeu qui soit une réminiscence absolue de ces grands jeux, tandis que d'essayer de financer cela avec un éditeur traditionnel serait proche de l'impossible.". Lors d'un interview, Josh Sawyer a déclaré que d'être libre des limitations d'un éditeur leur permettrait de "fouiller dans un sujet plus mature[...] l'esclavage, les préjugés hostiles (raciaux, culturels, spirituels, sexuels), l'utilisation et le commerce de la drogue, etc, vont aider à étoffer l'histoire.". Obsidian a déclaré avoir été inspiré par le succès de InXile Entertainment dans l'utilisation de Kickstarter pour financer Wasteland 2. Chris Avellone a déclaré, lors de l'annonce du projet, que si la campagne devait réussir, Pillars of Eternity deviendrait une franchise. Il a également exclu la possibilité d'un portage console du jeu, disant "Ces limitations [de console] affectent bien plus que les joueurs peuvent l'imaginer les mécanismes et le contenu des RPG (en particulier pour les joueurs qui n'ont jamais joué à un RPG sur PC et qui réalisent ce qu'ils ont raté pendant des années), et n'offrent souvent pas grand-chose à l'expérience d'un RPG.". De plus, il lui a été confié l'écriture d'une nouvelle se déroulant dans l'univers du jeu.
Le 16 octobre 2012, la campagne de financement Kickstarter de Pillars of Eternity s'acheva avec un total de 3 986 929 $, devenant le jeu vidéo le plus financé sur la plateforme Kickstarter, à l'époque. En incluant les fonds récoltés via PayPal, son budget s'éleva à 4 163 208 $. En décembre 2013, Obsidian a annoncé que le titre officiel du jeu serait Pillars of Eternity, abandonnant le titre de travail Project Eternity,. Ils ont également lancé un sondage demandant aux "backers" s'ils soutiendraient un financement supplémentaire.
En mars 2014, l'annonce a été faite comme quoi Paradox Interactive éditerait le jeu. Il a été déclaré que le rôle de Paradox serait de s'occuper du marketing et de la distribution du jeu, tandis qu'Obsidian continuerait à posséder les droits de propriété intellectuelle. Le 11 mars 2015, une vidéo en avant-première d'une série de documentaires, intitulée Road to Eternity a été publiée. On révéla que l'argent qu'Obsidian Entertainment a récolté durant la campagne Kickstarter l'a sauvé de la faillite, car il souffrait de problèmes financiers à cause de l'annulation d'un jeu pour les "consoles-nouvelle génération" en 2012,.

## Sortie
Le 17 mars 2015, Obsidian confirme que Pillars of Eternity est passé en RTM (release to manufacturing), indiquant par là qu'il allait être préparé pour la production et la sortie. Le jeu est sorti pour Microsoft Windows, OS X et Linux le 26 mars 2015. Plusieurs éditions du jeu sont sorties, incluant une Champion Edition qui donne un almanach de campagne, une carte du jeu, la bande originale du jeu, des fonds d'écran et des sonneries de téléphone, et une Royal Edition qui inclut les objets de la Champion Edition en sus d'un guide stratégique, un livre de concept art, et d'une nouvelle écrite par Chris Avellone,.

### Extensions
Selon le programmeur en chef de Pillars of Eternity, Adam Brennecke, Obsidian travaillait sur une extension du jeu qui aurait une taille de région identique à l'extension de Baldur's Gate, Tales of the Sword Coast. Cependant, Brennecke annonça qu'il ne révèlerait pas beaucoup de détails à ce sujet car le développement en était encore à ses prémices.
L'extension, Pillars of Eternity: The White March, a été annoncée par Obsidian à l'Electronic Entertainment Expo 2015,. L'extension est sortie en deux parties. La Part I est sortie le 25 août 2015 et la Part II est sortie le 16 février 2016. La première partie étend le jeu, augmente le plafond de niveau, et ajoute de nouveaux compagnons recrutables et de nouvelles capacités. Son histoire implique le protagoniste qui entre dans une vieille forteresse et découvre une forge blanche. La Part I détient pour l'instant un score de 76/100 sur Metacritic, donnant des "retours généralement favorables".

## Accueil

### Critique
Pillars of Eternity a reçu des critiques positives lors de sa sortie ; il est actuellement recensé sur Metacritic avec une note de 89/100, avec une indication de "critiques généralement favorables" selon le site. The Escapist a écrit que même s'il satisfait une base de fans nostalgiques, c'est un "excellent" jeu de rôle qui a son propre mérite, et a également dit que c'était le meilleur jeu de rôle en vue isométrique à être sorti "depuis des années". PC Gamer a dit qu'Obsidian a réalisé son meilleur jeu jusqu'à présent avec Pillars of Eternity, et a également écrit qu'il est un digne successeur des jeux qui l'ont inspiré. IGN a fait l'éloge du jeu, disant qu'il représente ce qui est bon dans les jeux de rôle à l'ancienne. Digital Spy a loué Pillars of Eternity, écrivant qu'il est un "cours de grand maître dans le développement du jeu de rôle.".
Game Revolution a dit que les combats dans Pillars of Eternity sont "profonds et prenants"  ; de même, Metro a écrit que les combats sont "très complexes". GameSpot a dit que les combats sont le meilleur élément du jeu, et a également loué la musique des combats Gameplanet a loué le jeu pour ses combats stratégiques et sa progression basée sur les niveaux. Game Informer a relevé la personnalisation des combats dans le jeu, dont la possibilité de changer la difficulté et indiquer des options pour la pause automatique. Cependant, la revue a critiqué la recherche de chemin dans le jeu.
Les graphismes et le concept art de Pillars of Eternity ont été bien accueillis. Gameplanet a qualifié le design artistique d'"excellent". Game Informer a dit que les cartes du jeu sont "intelligemment conçues", et que les détails sur les personnages et leur équipement sont "incroyables". Metro a relevé la définition d'écran supérieure à celles des jeux en vue isométrique plus anciens, tels que Baldur's Gate, laquelle vient renforcer le « superbe travail artistique », et notamment ses effets de lumière. The Escapist a dit que les effets des sortilèges dans le jeu sont "visuellement assez impressionnants" et que les modèles des personnages sont une amélioration des jeux en vue isométrique traditionnels ; cependant, le critique a dit que les décors ne sont pas aussi impressionnants que "certains titres plus anciens et plus pittoresques". IGN a critiqué le style artistique du jeu, le trouvant "daté". Gameplanet a trouvé les voix des acteurs "excellentes", disant qu'aucun d'entre eux ne surjoue. Game Informer a partagé ce sentiment, et a également écrit que les sons et la musique du jeu sont "délicats et beaux".
GameSpot a qualifié l'écriture de Pillars of Eternity d'"adorable". Des éloges particuliers ont été données par le critique envers le personnage de la Mère-en-Deuil, dont il a dit que l'histoire personnelle était intrigante et « mystérieuse ». PC Gamer a également salué l'écriture, disant qu'elle est "riche" et "évocatrice". Destructoid a loué l'intrigue et la réaction de l'univers vis-à-vis du joueur, écrivant "l'intrigue principale est remplie de rebondissements et de surprises, avec des ramifications stupéfiantes dans un monde dont les joueurs sentiront qu'ils font partie.". IGN a déclaré que les personnages dans le jeu, principaux et secondaires, ont une personnalité élaborée, mais a trouvé que le fait que seulement quelques personnages aient une voix doublée était ennuyeux. Eurogamer a critiqué le manque d'humour du jeu, et l'auteur de la critique disait qu'il souhaitait des personnages dans la même veine que Minsc de Baldur's Gate et Morte de Planescape: Torment dans Pillars of Eternity afin "de détendre l'atmosphère". L'auteur expliquait plus loin qu'il trouvait les quêtes du jeu "toutes faites" et les personnages "oubliables".
À la date du mois de février 2016, le jeu s'est vendu à plus de 700 000 copies.

### Récompenses
| Liste de récompenses et nominations | Liste de récompenses et nominations          | Liste de récompenses et nominations | Liste de récompenses et nominations |
| Récompense                          | Catégorie                                    | Résultat                            | Réf.                                |
| ----------------------------------- | -------------------------------------------- | ----------------------------------- | ----------------------------------- |
| Global Game Awards                  | Game of the Year                             | Nomination                          | [ 103 ]                             |
| Global Game Awards                  | Best PC Exclusive                            | Nomination                          | [ 103 ]                             |
| Global Game Awards                  | Best RPG                                     | Lauréat                             | [ 103 ]                             |
| Global Game Awards                  | Best Original Game                           | Nomination                          | [ 103 ]                             |
| The Game Awards 2015                | Best Role Playing Game                       | Nomination                          | [ 104 ]                             |
| PC Gamer                            | Spirit of the PC Award                       | Lauréat                             | [ 105 ]                             |
| Rock, Paper, Shotgun                | Best RPG                                     | Lauréat                             | [ 106 ]                             |
| IGN                                 | Game of the Year                             | Nomination                          | [ 107 ]                             |
| IGN                                 | PC Game of the Year                          | Nomination                          | [ 108 ]                             |
| IGN                                 | Best RPG                                     | Nomination                          | [ 109 ]                             |
| Writers Guild of America Awards     | Outstanding Achievement in Videogame Writing | Nomination                          | [ 110 ]                             |